# 萬千師奶賀台慶
萬千師奶賀台慶（英文：My Life As a TV）是一部由劇場組合製作的舞台劇，作為「香港集體回憶三部曲—歌影視」系列的第二部（電視篇），由詹瑞文一人分飾不同角色及反串演出。
全劇滲入不少無綫電視的經典節目及元素，以諷刺慣性收視使電視台製作不思進取，節目缺乏創意與陳腔濫調，而電視台以家庭主婦（師奶）作為目標觀眾，嚴重窄化節目內容的取材，逐漸使得香港社會走向愚昧及反智。劇名影射無綫電視台慶節目《萬千星輝賀台慶》。
2008年12月，本劇第三度公演，命名為《萬千師奶賀台慶之豬肝補氣》，劇名影射無綫電視該年的台慶劇《珠光寶氣》。

## 創作背景
2007年可說是香港電視廣播發展史的一個里程碑，既是香港首條電視頻道－麗的電視啟播50周年，亦是香港首間無線電視台－電視廣播有限公司（簡稱：無綫電視或TVB）成立40周年，而標榜更高畫質的數碼地面電視廣播亦於同年正式啟播。
長期以來，無綫經營的翡翠台一直處於領導地位，成為香港普及文化與集體回憶的重要部分。然而，無綫近年製作的節目（尤其是電視劇）多以家庭觀眾（尤其是家庭主婦）作為目標觀眾群，而且電視節目不斷的抄襲、模仿與移植，令節目類型狹窄，缺乏創意及深度，甚至出現三齣類型相近的「師奶劇」佔據黃金時間的情況（例如《同事三分親》、《師奶兵團》和《溏心風暴》於同期播出）。有批評指無綫是將「貪小便宜、缺乏理想和真正主體」的「師奶」性格及價值觀，透過節目加以放大與肯定，而觀眾在慣性收視之下潛移默化，逆來順受，香港人的社會文化亦因此變得反智與愚昧。
本劇雖然以「師奶」作為主角，但並非探討「師奶」的身分，反而是透過不同形象的女性，呈現香港人普遍存在的性格，以及他們如何透過電視而共同產生的意識形態。本劇是繼《萬世歌王》之後，「香港集體回憶三部曲—歌影視」系列的第二部，第三部是2010年以模仿經典港產電影作題材的演出《笑帝》。

## 主要內容

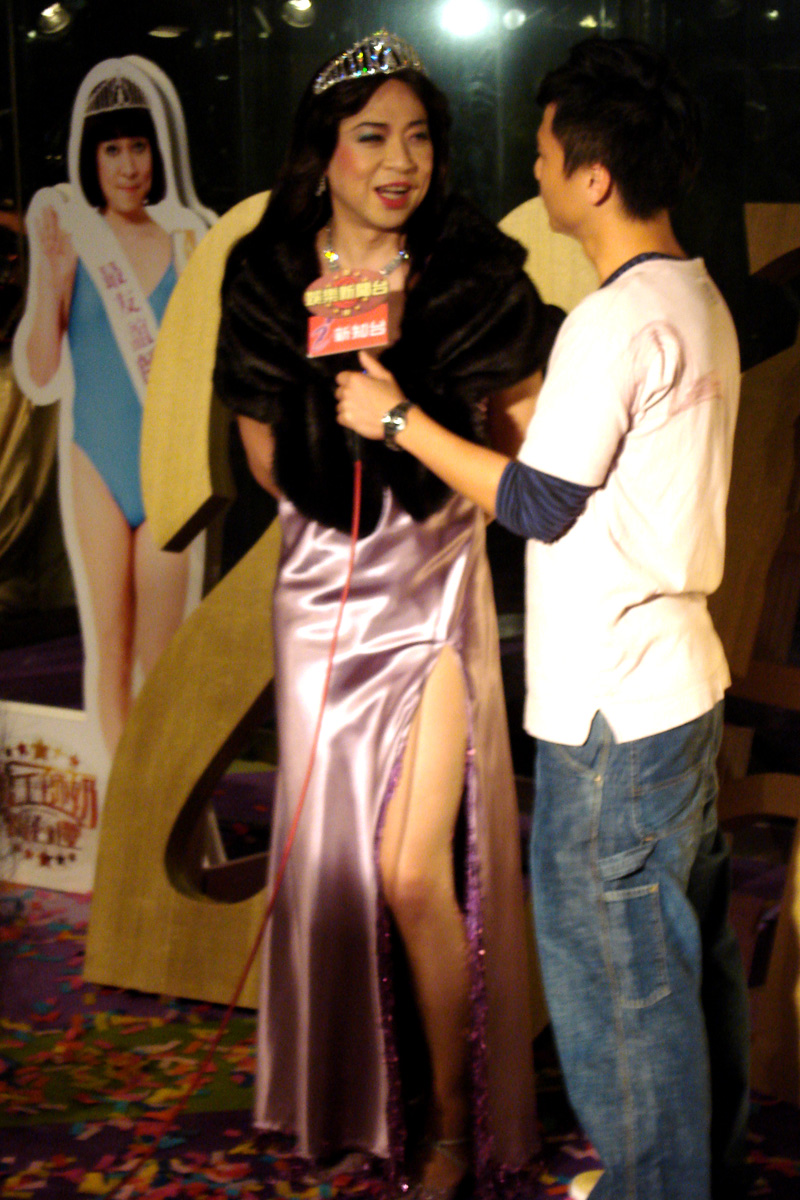
詹瑞文以《萬千師奶賀台慶》反串造型接受訪問

- 《開場曲》

持手提包的師奶步出舞台，以「夾口型」方式唱出關菊英主唱的電視劇《溏心風暴》主題曲《講不出聲》。期間師奶從手袋取出手槍，企圖舉槍自盡，但未幾又歇斯底里的指向四周，為第十三場的情節埋下伏筆。
- 第一場《師奶主持賀台慶》

以台慶節目的典型主持人形象的Googu姐（影射鄭裕玲），為「C9台」四十周年台慶展開序幕，諷刺《萬千星輝賀台慶》及大型綜藝節目裡千篇一律的主持風格及指定動作（包括「亮燈」及「切蛋糕」等儀式）。
- 第二場《闊太唔易做》/《野蠻闊太大戰Cheap師奶》

崇尚貴價名牌手袋的Lazer姐（影射汪明荃），一直以逛名店掃貨為樂，但同時卻具有貪小便宜的矛盾性格，最後供養她的男友決定令她失去所有物質，使她失去虛幻的安全感。幕次名稱於首次公演稱為《闊太唔易做》，二次公演易名為《野蠻闊太大戰Cheap師奶》，影射電視劇《靚太唔易做》及《野蠻奶奶大戰戈師奶》。
- 第三場《電話女強人》

女強人Flora回到忙碌的辦公室，以散落辦公桌的電話運籌帷幄，但在忙碌的背後卻是無意識與寂寞的白領生活。
- 第四場《15/16》

一直在別人影子之下生活，抑壓自我的卑微女性淑賢，來到陌生的診所，重新認識自己任職舞女的不堪歲月，尋覓自我，最後她得到的答案竟然是在電視劇尋找自己。幕次名稱影射電視遊戲節目《15/16》。
- 第五場《向世界恤髮》

玉女形象的Pancy拍攝洗頭水的電視廣告，期間她無聊寫起部落格，想像自己重遇白馬王子式的舊情人，但她的愛情故事僅是電視劇典型情節的自我投射，千篇一律，最後以關菊英主唱的《事事未滿足》（1976年電視劇《書劍恩仇錄》插曲）作結。本場除了諷刺玉女明星的虛偽形象，亦批判日漸充斥電視劇的置入性行銷。幕次名稱影射記錄片《向世界出發》。
三次公演時，部分內容有所調整，角色易名為Miffy，夢中情人則名為倪震強，以諷刺2008年與倪震激吻而被傳媒追訪的城大女生張茆。
- 第六場《擔心華之里》

步入更年期與被電視洗腦的王太，與丈夫David缺乏真正的溝通與交流，疑神疑鬼的等候丈夫的回電，最後電話終於接通，原來諸多的擔心來自女性最原始的喜悅——懷孕。幕次名稱影射處境喜劇《開心華之里》。
- 第七場《閃閃師奶賀台慶》

闊太Ruby在電視慈善節目不斷捐款，以換取時間表演講故事及唱歌，滿足個人的表演慾，最後以曲詞重編的《四朵金花》作結。本幕是全劇最華麗的演出，諷刺電視籌款節目淪為有錢人的自資演出。
- 第八場《香港師奶選舉》

十多位候選師奶（由詹瑞文分飾）參與選美節目的泳衣問答環節，但佳麗們說的人生志願盡是無聊刻板，甚至明言參選只為嫁入豪門，諷刺電視選美節目（影射《香港小姐競選》）的虛偽。
- 第九場《美女廁所》

冀望成為明星的女藝員Mona搏得電視台監製的演出機會，卻要以《美女廚房》方式在廁所演出一幕矮化自我的白痴「真人騷」。
- 第十場《智能焗飯》

電視台高層智能大師（影射陳志雲）設飯局邀請城中名人進行訪談，諷刺訪談節目《志雲飯局》滿足觀眾的八卦心態。本幕出現了全劇唯一的男性角色。
三次公演時，本場易名為《智能焗飯：智能大師訪問電訊魔童》，部分內容亦有所調整，以諷刺王維基辭任亞洲電視行政總裁的風波。
- 第十一場《永恆的白色》

模仿汪明荃在電視劇《永恆的春天》造型的盲女，反映師奶的世故與洞悉力往往猶勝常人，但想法卻是自我局限，難以擺脫無知，盲目的接受一切。
- 第十二場《最緊要食字》

Gag姐以「We are in Crisis」為題舉辦類似管理學講授形式的腦力激盪講座，但內容全為口號式的無厘頭冷笑話。本幕名稱影射資訊節目《最緊要正字》及《最緊要健康》，同時暗諷上述節目彼此仿傚，毫無創意。
- 第十三場《生日風雲》

妻子Melina在丈夫40歲生日的晚上，決定槍殺曾經陪伴自己成長，但如今令她感到失望與無奈的丈夫，暗示電視觀眾對電視台的失望及決裂。幕次名稱影射電視劇《歲月風雲》。
- 第十四場《未來四十年人氣節目巡禮》

以字幕方式，諷刺電視節目停留重複、複製及仿傚，不斷衍生缺乏創意的所謂「續集」。本幕名稱影射無線電視台慶節目為廣告客戶製作的《無綫電視節目巡禮》。
- 《完場曲》

黑寡婦以Gibberish的演繹手法，以仿法語及意大利語的歌詞翻唱《溏心風暴》主題曲《講不出聲》，其中夾雜著法文“Pour quoi moi”（「為什麼是我？」）與“Cliché”（「重複的平庸」）。

## 評價及影響
不少劇評認為本劇是借TVB四十周年台慶，對香港娛樂文化過度氾濫及品味平庸作出批判。相較同樣以諷刺TVB為主題的舞台劇《香港電視風雲》（胡恩威編導；進念二十面體製作），本劇並非抹煞TVB對香港流行文化的貢獻。反而，在肯定電視台建立香港人集體回憶的基礎上，諷刺香港電視節目品質的差劣，並批判觀眾的逆來順受，使得電視文化導致社會走向愚昧無知。然而，有評論則認為觀眾以「娛樂心態」觀賞本劇，只是透過詹瑞文的模仿能力及電視的經典情節自娛，忽略了本劇對於電視風氣的批判，甚至質疑觀眾是否具備自我反思的能力與質素。
電視廣播有限公司總經理（電視廣播業務）陳志雲在2008年1月5日播出的港台節目《傳媒春秋》公開回應：「這些批評部分已經被戲劇化…表現過激一點不緊要，可以帶出議題讓大家討論。是否真的有慣性收視？是否真的因為翡翠台被預設為第一台，大家就必定收看翡翠台？…這可能由於觀眾對無綫的品牌或以往的表現投入信心的一票。」
本劇第一幕《開場曲》的劇照成為林奕華著作《娛樂大家－電視篇》的封面圖片，於2008年出版。第十二場出現的角色Gag姐，在有線電視娛樂台2009年攝製的《Cable X 詹瑞文》節目中，成為其中一個環節。

## 外部連結
- 官方網站
- 官方部落格－師奶專用Mobile Blog
- 《萬千師奶賀台慶》綵排片段 － 第一場《師奶主持賀台慶》（Youtube）